# Fruela II
Fruela II (ur. ok. 875, zm. w 925), zw. Trędowatym – król Asturii od 910 roku, król Leónu i Galicji od 924; syn Alfonsa III Wielkiego, brat Garcii I i Ordoño II.
W 910 roku, wraz z braćmi przyłączył się do buntu hrabiego Nuno. W wyniku podziału królestwa otrzymał Asturię ze stolicą – Oviedo. Skłócony z braćmi i najważniejszymi rodami asturyjskimi, był uznawany za tyrana. Po śmierci Ordoño II, zagarnął trony Leónu i Galicji odsuwając od władzy bratanków. Po wygnaniu biskupa Leónu, Frunimiusa II, popadł w konflikt z klerem co jeszcze bardziej pogorszyło sytuację władcy.